# Trees Verwilligen
Theresia Maria Reinalda (Trees) Verwilligen (Hulst, 27 april 1942) is een Nederlandse schilderes en restaurator. Als kunstenaar heeft ze zich vooral gericht op portretten, landschappen en stillevens, in een impressionistische stijl.

## Biografie
Verwilligen was door haar ouders voorbestemd om onderwijzeres te worden, maar de dag voordat ze naar de opleiding moest besloot ze weg te lopen. Hierna werkte ze onder andere als laborante in Sas van Gent.
Van 1973 tot 1979 studeerde ze aan de Academie voor Schone Kunsten in Sint-Niklaas en van 1978 tot 1979 aan het Hoger Instituut voor Schone Kunsten Antwerpen. Naast het schilderen van winter- en kinderportretten dreef ze in Middelburg een boekenantiquariaat met haar man. Uiteindelijk ging de winkel failliet en kwam er een eind aan het huwelijk. Ze wist met schilderopdrachten zich financieel te redden, zoals het maken van kalenders voor bedrijven.
In 1984 organiseerde ze voor het eerst een schildervakantie naar het buitenland om daar cursisten les te geven.
Nadat ze in 1989 een restaurator van het Amsterdamse Rijksmuseum had ontmoet en kennis maakte met het restauratieatelier aldaar, ging ze bij dit atelier aan de slag om ervaring op te doen. Ze startte vervolgens aan een opleiding tot restaurator bij de kunstacademie te Antwerpen. Na haar opleiding restaureerde zij in haar thuisatelier jaarlijks tot zo'n vijftig schilderijen. 
Ze schreef twee autobiografische romans. In haar eerste boek Canada's (1998) staat haar jeugd in Zeeuws-Vlaanderen centraal. Haar tweede boek Een gordijn van tederheid (2001) verhaalt over haar leven in de jaren 60.